# Вольная борьба на летних Олимпийских играх 1968 — до 52 кг
Соревнования по вольной борьбе в рамках Олимпийских игр 1968 года в наилегчайшем весе (до 52 килограммов) прошли в Мехико с 17 по 29 октября 1968 года в «Ice Rink of the Insurgents».
Турнир проводился по системе с начислением штрафных баллов.
- 0 штрафных очков в случае чистой победы или дисквалификации противника, а также неявки;
- 0,5 штрафных очка в случае победы ввиду явного технического превосходства (на восемь и более баллов);
- 1 штрафное очко в случае победы по баллам (с разницей менее восьми баллов);
- 2 штрафных очка в случае результативной ничьей;
- 2,5 штрафных очка в случае безрезультатной ничьей (пассивной ничьей);
- 3 штрафных очка в случае поражения по баллам (с разницей менее восьми баллов);
- 3,5 штрафных очка в случае поражения ввиду явного технического превосходства соперника (на восемь и более баллов);
- 4 штрафных очка в случае чистого поражения или дисквалификации а также неявки.

Трое оставшихся борцов выходили в финал, где проводили встречи между собой. Встречи между финалистами, состоявшиеся в предварительных схватках, шли в зачёт. Схватка по регламенту турнира продолжалась 9 минут в три трёхминутных периода, в партер ставили менее активного борца. Мог быть назначен овертайм. 
В наилегчайшем весе боролись 23 участника. Самым молодым участником был 18-летний Джон Кинселла, самым возрастным 30-летний Хосе Дефран. В качестве претендентом на медали рассматривались Сигэо Наката, чемпион мира 1967 года, Ричард Сандерс, вице-чемпион мира 1967 года и Мехмет Эсенцели, чемпион Европы 1966 и 1967 годов. Турецкий спортсмен сведя первую встречу вничью, во второй был туширован монгольским спортсменом Чимэдбазарыном Дамдиншаравом. Он, вместе с ожидаемыми Накатой и Сандерсом вышел в финальную часть. Они оба победили монгольского спортсмена, а Наката сумел победить Сандерса.  

## Призовые места
- Сигэо Наката (JPN)
- Ричард Сандерс (USA)
- Чимэдбазарын Дамдиншарав (MGL)

## Первый круг
| Штрафных баллов | Участник 1                     | Результат               | Участник 2                  | Штрафных баллов |
| --------------- | ------------------------------ | ----------------------- | --------------------------- | --------------- |
| 0               | Мохаммед Горбани (IRI)         | Туше (1:55)             | Хосе Дефран (DOM)           | 4               |
| 0               | Петрос Триантафиллидис (GRE)   | Дисквалификация (0:08)  | Чезар Солари (ECU)          | 4               |
| 1               | О Джон Нён (KOR)               | По очкам                | Андре Годино (FRA)          | 3               |
| 1               | Сигэо Наката (JPN)             | По очкам                | Баю Баев (BUL)              | 3               |
| 1               | Назар Албарян (URS)            | По очкам                | Георге Стоичку (ROU)        | 3               |
| 0               | Винченцо Грасси (ITA)          | Туше (10:50)            | Джон Кинселла (AUS)         | 4               |
| 1               | Чимэдбазарын Дамдиншарав (MGL) | По очкам                | Мохаммед Салем Монкед (EGY) | 3               |
| 2,5             | Мехмет Эсенцели (TUR)          | Ничья                   | Пауль Нефф (FRG)            | 2,5             |
| 1               | Мартон Эрдош (HUN)             | По очкам                | Флорентино Мартинез (MEX)   | 3               |
| 0               | Уанэльго Кастилья (PAN)        | Туше (8:15)             | Густаво Мартинез (GUA)      | 4               |
| 0,5             | Судеш Кумар (IND)              | За явным превосходством | Борис Димовский (YUG)       | 3,5             |
| 0               | Ричард Сандерс (USA)           | Пропускал               |                             |                 |

## Второй круг
| Штрафных баллов | Участник 1                     | Результат               | Участник 2                   | Штрафных баллов |
| --------------- | ------------------------------ | ----------------------- | ---------------------------- | --------------- |
| 0               | Ричард Сандерс (USA)           | Туше (1:11)             | Хосе Дефран (DOM)            | 8               |
| 0               | Мохаммед Горбани (IRI)         | Туше (5:00)             | Чезар Солари (ECU)           | 8               |
| 2               | О Джон Нён (KOR)               | По очкам                | Петрос Триантафиллидис (GRE) | 3               |
| 1,5             | Сигэо Наката (JPN)             | За явным превосходством | Андре Годино (FRA)           | 6,5             |
| 3               | Баю Баев (BUL)                 | Туше (5:30)             | Георге Стоичку (ROU)         | 7               |
| 1,5             | Назар Албарян (URS)            | За явным превосходством | Джон Кинселла (AUS)          | 7,5             |
| 0,5             | Винченцо Грасси (ITA)          | За явным превосходством | Мохаммед Салем Монкед (EGY)  | 6,5             |
| 1               | Чимэдбазарын Дамдиншарав (MGL) | Туше (10:14)            | Мехмет Эсенцели (TUR)        | 6,5             |
| 2,5             | Пауль Нефф (FRG)               | Туше (6:40)             | Флорентино Мартинез (MEX)    | 7               |
| 2               | Мартон Эрдош (HUN)             | По очкам                | Уанэльго Кастилья (PAN)      | 3               |
| 0,5             | Судеш Кумар (IND)              | Туше (5:32)             | Густаво Мартинез (GUA)       | 7,5             |
| 3,5             | Борис Димовский (YUG)          | Пропускал               |                              |                 |

## Третий круг
| Штрафных баллов | Участник 1              | Результат       | Участник 2                     | Штрафных баллов |
| --------------- | ----------------------- | --------------- | ------------------------------ | --------------- |
| 0               | Ричард Сандерс (USA)    | Туше (8:41)     | Борис Димовский (YUG)          | 7,5             |
| 0               | Мохаммед Горбани (IRI)  | Туше (8:43)     | Петрос Триантафиллидис (GRE)   | 7               |
| 2,5             | Сигэо Наката (JPN)      | По очкам        | О Джон Нён (KOR)               | 5               |
| 2,5             | Назар Албарян (URS)     | По очкам        | Баю Баев (BUL)                 | 6               |
| 0,5             | Винченцо Грасси (ITA)   | Дисквалификация | Чимэдбазарын Дамдиншарав (MGL) | 5               |
| 3,5             | Пауль Нефф (FRG)        | По очкам        | Мартон Эрдош (HUN)             | 5               |
| 4               | Уанэльго Кастилья (PAN) | По очкам        | Судеш Кумар (IND)              | 3,5             |

## Четвёртый круг
| Штрафных баллов | Участник 1                     | Результат               | Участник 2              | Штрафных баллов |
| --------------- | ------------------------------ | ----------------------- | ----------------------- | --------------- |
| 0               | Ричард Сандерс (USA)           | Туше (2:48)             | Мохаммед Горбани (IRI)  | 4               |
| 6               | О Джон Нён (KOR)               | По очкам                | Назар Албарян (URS)     | 5,5             |
| 3,5             | Сигэо Наката (JPN)             | По очкам                | Винченцо Грасси (ITA)   | 3,5             |
| 5               | Чимэдбазарын Дамдиншарав (MGL) | Туше (5:44)             | Мартон Эрдош (HUN)      | 9               |
| 4               | Пауль Нефф (FRG) ¹             | За явным превосходством | Уанэльго Кастилья (PAN) | 6,5             |
| 3,5             | Судеш Кумар (IND)              | Пропускал               |                         |                 |

¹ Снялся с соревнований

## Пятый круг
| Штрафных баллов | Участник 1                     | Результат   | Участник 2             | Штрафных баллов |
| --------------- | ------------------------------ | ----------- | ---------------------- | --------------- |
| 0               | Ричард Сандерс (USA)           | Туше (1:34) | Судеш Кумар (IND)      | 7,5             |
| 3,5             | Сигэо Наката (JPN)             | Туше (6:32) | Мохаммед Горбани (IRI) | 8               |
| 6,5             | Назар Албарян (URS)            | По очкам    | Винченцо Грасси (ITA)  | 6,5             |
| 5               | Чимэдбазарын Дамдиншарав (MGL) | Пропускал   |                        |                 |

## Финал

### Встреча 1
| Штрафных баллов | Участник 1                     | Результат | Участник 2           | Штрафных баллов |
| --------------- | ------------------------------ | --------- | -------------------- | --------------- |
|                 | Сигэо Наката (JPN)             | По очкам  | Ричард Сандерс (USA) |                 |
|                 | Чимэдбазарын Дамдиншарав (MGL) | Пропускал |                      |                 |

### Встреча 2
| Штрафных баллов | Участник 1           | Результат | Участник 2                     | Штрафных баллов |
| --------------- | -------------------- | --------- | ------------------------------ | --------------- |
|                 | Ричард Сандерс (USA) | По очкам  | Чимэдбазарын Дамдиншарав (MGL) |                 |
|                 | Сигэо Наката (JPN)   | Пропускал |                                |                 |

### Встреча 3
| Штрафных баллов | Участник 1           | Результат   | Участник 2                     | Штрафных баллов |
| --------------- | -------------------- | ----------- | ------------------------------ | --------------- |
|                 | Сигэо Наката (JPN)   | Туше (5:07) | Чимэдбазарын Дамдиншарав (MGL) |                 |
|                 | Ричард Сандерс (USA) | Пропускал   |                                |                 |